# 北韓冰球協會
Template:IIHFnation
朝鮮民主主義人民共和國冰球協會是管治朝鮮民主主義人民共和國冰球事務的組織，現任會長為卜信南。

## 外部連結
- DPR Korea（页面存档备份，存于）